# Loganville, Pennsylvania
Loganville är en kommun av typen borough i York County i Pennsylvania. Vid 2010 års folkräkning hade Loganville 1 240 invånare.